# Стеван Милосављевић
Стеван Милосављевић (Београд, 18. децембар 1827 — Беч, 13. фебруар 1879) био је доктор медицине и хирургије, први Србин начелник здравствене службе и први држављанин Србије који је постао доктор медицине.

## Биографија
Др Стеван Милосављевић рођен је у Београду 18. децембра 1827. године. Основну и средњу школу завршио је у Београду. Почетком 1850. године одлази у Париз као државни стипендиста на студије медицине. Студије медицине завршава у Паризу након пет година, тачније 18. априла 1855. године. Тадашње Министарство за јавну наставу додељује диплому Стевану Милосављевићу, којом га проглашaва за доктора медицине.

## Живот и рад
По завршетку школовања враћа се у Србију, где постаје лекар. Као општински и приватни лекар у Београду радио је све до 1859. године, када је указом Милоша Обреновића од 1. априла 1859. године постављен  за начелника Санитетског одељења Министарства унутрашњих послова. Стеван Милосављевић је организатор и творац многих санитетских одредби у санитарној служби. 
Тако су донета: 
- Правила за калемљење богиња,
- Височајше решење да се установи Лабораторија у Санитетском одељку и звање хемика,
- Височајше решење о дужностима окружних лекара,
- Височајше решење, да за сиромашне болеснике плаћају општине трошкове око лечења,
- Височајше решење, да се сиромасима, чиновницима, свешзтеницима, служитељима и ђацима издају бесплатно феде личности,
- Решење о плати окружних физикуса,
- Закон о подизању и устројству болница,
- Закон за апотеке и апотекареи за држање и продавање лекова и отрова.

На дужности начелника Санитетског одељења Министарства унутрашњих послова био је до 1879. године.
Почетком 1878. године здравствено стање му се погоршало. Априла исте године одлази у Швајцарску ради лечења и опоравка. Након пар месеци одлази у Беч ради поновног лечења. Стање му се доста погоршало и умире 13. фебруара у Бечу, у наручју својих сестара.  Сахрањен је у Београду 21. фебруара 1879. године.
Стеван Милосављевић je 1870. године биран за одборника општине Београд, а 1873. године  изабран је за владиног посланика у Народној скупштини Србије. Активно је учествовао у доношењу закона и расправама о значајним питањима у тим телима.
Стеван Милосављевић учествовао је на међународном лекарском конгресу у Бечу 1872. и 1874. године.

## Породица
Отац Лазар Милосављевић трговац (магазаџија) родом из Софије, мајка  Симка (девојачко Стефановић) из Београда. Сестре Магдалена и Савка.
Његова сестра, Савка Панић, у жељи да сачува успомену на брата, основала је Задужбину др Стеве Милосављевића, првог српског начелника санитета и завештала Српском лекарском друштву своју имовину. Сврха завештања је било подизање Лекарског дома, што је и остварено 1932. године.

## Галерија
- Дом Српског лекарског друштва у Београду, задужбина др Стевана Милосављевића
- Др Стеван Милосављевић